# Ampatuan (Maguindánao)
Ampatuan es un municipio filipino de cuarta categoría, situado al sur de la isla de Mindanao. Forma parte de la provincia de Maguindánao situada en la región autónoma de Nación Mora. Para las elecciones está encuadrado en el Segundo Distrito Electoral de esta provincia.

## Geografía
Municipio situado al sur,  limítrofe con la provincia de Sultán Kudarat.

### Barrios
El municipio de Ampatuan se divide, a los efectos administrativos, en 11 barangayes o barrios, conforme a la siguiente relación:
| - Dicalongan (Población) - Kakal - Kamasi | - Kapilpilaan - Kauran - Malatiman | - Matagabong - Saniag - Tomicor | - Tubak - Salman |  |

## Historia

### Influencia española
Este territorio fue parte de la Capitanía General de Filipinas (1520-1898). Hacia 1696 el capitán Rodríguez de Figueroa obtiene del gobierno español el derecho exclusivo de colonizar Mindanao. El 1 de febrero de este año parte de Iloilo alcanzando la desembocadura del Río Grande de Mindanao, en lo que hoy se conoce como la ciudad de Cotabato.

### Independencia
El 21 de junio de 1959 fue creado este nuevo municipio agrupando los barrios de Dicalongán, Esperanza, Kauran, Manibba (Banaba), Matiompong, Kalandagan, Kayakaya, Mao Alto, Mao Bajo, Guinibon, Makaubas, Buluan, Kamasi, Sampao, Kakal Alto, Kakal Bajo, Tuka, Maganoy, Kaliawa, Malatimon, Kapimpilan, Laguinding y Timbangan, hasta ahora pertenecientes al municipio de Datu Piang. El nombre conmemora al mítico Jerife Ampatuan, cuya ascendencia se remonta a la Arabia Saudita, y que ayudó a difundir el Islam en esta región. Los miembros de la familia Ampatuan presumen de antepasados. 
El 22 de noviembre de 1973 de su término fue segregado el nuevo municipio de Esperanza.
El 3 de enero de 2004 de su término fue segregado el nuevo municipio de Datu Abdullah Sangki.